# Jambearum (Puger)
Jambearum is een bestuurslaag in het regentschap Jember van de provincie Oost-Java, Indonesië. Jambearum telt 6937 inwoners (volkstelling 2010).